# Pflegedienstleitung
Pflegedienstleitung (PDL) ist eine Funktionsbezeichnung für die verantwortliche Pflegefachkraft nach § 71 SGB XI, die eine Führungstätigkeit in deutschen Pflegeeinrichtungen, ambulanten Diensten und in Rehakliniken ausübt. Eine geschützte Weiterbildungsbezeichnung dafür ist Fachkraft für Leitungsaufgaben in der Pflege. In Krankenhäusern wird synonym die Bezeichnung Pflegedirektor oder -direktion verwendet.

## Aufgaben
Die Pflegedienstleitung (PDL) ist in der Regel eine fachlich qualifizierte Person, die Führungsaufgaben für das gesamte angestellte Pflegepersonal wahrnimmt. Die PDL kann auch ein aus mehreren Personen bestehendes Leitungsteam sein.
Der PDL obliegen verwaltende und organisatorische Aufgaben, wie z. B. Personalplanung, Organisation der Dienstpläne und Kontrolle der Einhaltung der Qualitätsstandards. Die Verantwortung für den Behandlungsprozess trägt jedoch nach der gängigen Rechtsprechung der Arzt, da es bei der Behandlung keinen arztfreien Bereich geben darf.
Funktional ist die Pflegedienstleitung dem mittleren Management zuzuordnen. Sie ist Bindeglied zwischen pflegerischer Stationsleitung und Geschäftsführung. Sie ist gegenüber den direkt ihr unterstellten Mitarbeitenden weisungsbefugt. Hierzu zählen die Pflegefach- und Pflegehilfskräfte, Ergo- und Physiotherapeuten, Praktikanten, Bundesfreiwilligendienstleistende und alle anderen Mitarbeiter, die pflegerisch mitwirken.
Häufig verantwortet die PDL die gesamte Personalplanung und -steuerung ihres Pflegebereichs. Dazu gehören die Personalbedarfsplanung und Personalförderung. Nicht überall kann die PDL jedoch selbständig Personaleinstellungen beziehungsweise -entlassungen ausüben, sie ist dann jedoch an diesen Entscheidungen in der Regel maßgeblich beteiligt. Auch die Koordination von internen Aus- und Weiterbildungsmaßnahmen und mit externen Bildungsträgern, etwa der (Kinder-)Krankenpflegeschule, obliegt der Pflegedienstleitung. Daneben gehört es zu ihren Aufgaben, Dienstpläne, Dienstanweisungen und Arbeitsanordnungen für den Pflegedienst zu erstellen.
Neben personalwirtschaftlichen Aufgaben ist die PDL bei der Qualitätssicherung sowie der Kontrolle der Finanzen beteiligt. Im Rahmen der Qualitätssicherung entwickelt sie Pflegekonzepte, setzt Pflegemodelle um und konzipiert Maßnahmen des Qualitätsmanagements. Im Bereich Finanzen und Controlling rechnet sie zum Beispiel Pflegesätze mit den Krankenkassen ab. Darüber hinaus stellt sie Haushaltspläne auf, schreibt Jahresberichte und überwacht das Budget.
Die PDL wirkt nach Möglichkeit auch bei der Öffentlichkeitsarbeit ihrer Einrichtung mit. Der Aufgabenbereich der PDL umfasst üblicherweise Kontakte mit den Patienten, ihren Angehörigen, Kunden, Bewohnern, Klienten oder Mitarbeitern, die Zusammenarbeit mit anderen Arbeitsbereichen des Arbeitgebers und die Kooperation mit anderen externen Dienstleistern, beispielsweise Apotheken, Essen auf Rädern, Ärzten und Therapeuten.

## Gesetzliche Voraussetzungen
Die Funktionsbezeichnungen Pflegedienstleiter oder Pflegedirektor sind in Deutschland gesetzlich nicht geschützt; in Niedersachsen zählt die Bezeichnung Fachkraft für Leitungsaufgaben in der Pflege zu den geschützten Weiterbildungsbezeichnungen in den Gesundheitsfachberufen, die nicht dem Kammergesetz für die Heilberufe in der Pflege unterliegen.
Pflegedienstleitungen, die in ambulanten oder stationären Pflegeeinrichtungen als Pflegefachkraft die ständige Verantwortung für die Einrichtung tragen, müssen gemäß § 71 Abs. 3 SGB XI einen staatlich geprüften und anerkannten Berufsabschluss als Gesundheits- und Krankenpfleger bzw. Gesundheits- und Kinderkrankenpfleger oder Altenpfleger vorweisen. Zudem verlangt der Gesetzgeber eine zweijährige hauptberufliche Berufspraxis im jeweiligen Pflegeausbildungsberuf, welche in den letzten acht Jahren vor Beginn einer PDL-Funktionsausübung liegen muss.

### Weiterbildung
Die rechtlichen Regelungen für die Weiterbildung werden landesrechtlich bzw. durch die zuständige Landespflegekammer bestimmt.
PDL-Weiterbildungen wurden in Deutschland überwiegend von privaten Bildungseinrichtungen angeboten. Dies hat sich durch den Ausbau der entsprechenden Studiengängen an Fachhochschulen weitgehend verändert.
Zu den Inhalten der Weiterbildung gehören unter anderen:
- Gesundheits- und Pflegewissenschaft, Pflegeforschung
- Kommunikation, Anleitung und Beratung
- Prävention und Rehabilitation
- Wirtschaftliche und rechtliche Grundlagen
- Personalmanagement, Führungsrolle und ‑aufgaben
- Rechts- und Organisationsrahmen für die Personalführung
- Prozesssteuerung, Qualität und Instrumente des wirtschaftlichen Handelns

Bei berufsbegleitenden Weiterbildungen werden zusätzlich fachpraktische Übungen im Rahmen der beruflichen Tätigkeit gefordert, in vollschulischen Weiterbildungen sind Praktika in Einrichtungen zu absolvieren, die von der zuständigen Behörde
als geeignet anerkannt sind.

## Studium
Verschiedene Berufsverbände, insbesondere der Deutsche Pflegerat, streben seit Jahren ein verpflichtendes Hochschulstudium für die komplexe Tätigkeit einer Pflegedienstleitung an.

## Qualifikationsprofil
Im Jahre 2001 hatten etwa 50 Prozent aller PDL eine Weiterbildung absolviert, 16 Prozent wiesen ein abgeschlossenes Studium vor. Unter diesen 16 Prozent waren allerdings nicht alle Führungskräfte Absolventen des Studiengangs Pflegemanagement, sondern stammten aus Bereichen wie beispielsweise der Pflegepädagogik oder der Betriebswirtschaftslehre. Die Situation in den neuen Bundesländern unterschied sich von der in den alten Bundesländern, da in der DDR bereits seit Jahrzehnten existierende Studiengänge für die Qualifizierung von Pflegekräften für einen höheren Anteil akademisch gebildeter PDLs sorgten. In 6,2 Prozent der untersuchten Krankenhäuser wurde keine PDL eingesetzt.

## Geschlechterverteilung
Innerhalb der Pflege sind die Beschäftigten ganz überwiegend weiblich. Führungspositionen werden dagegen häufig von Männern besetzt. Die männlichen Pflegekräfte profitierten dabei insbesondere von den auch in den Frauendomänen typischen karriereverhindernden Faktoren für Frauen, beispielsweise die durch die Kinderbetreuung entstehenden Auszeiten oder den überproportionalen Anteil von Frauen in Teilzeitarbeitsverhältnissen.

## Verdienst
Es gibt weder im ambulanten noch im stationären Bereich eindeutige (deutschlandweit einheitlich) geregelte Vorgaben, wie eine Pflegedienstleitung vergütet oder eingruppiert wird. Dies liegt einmal an den unterschiedlichen Unternehmen und deren Kostensätzen, zum anderen an unterschiedlichen bestehenden oder nicht bestehenden Tarifverträgen, sowie verschiedenen Faktoren die auf die Eingruppierung Einfluss haben (Größe des Unternehmens, Verantwortungsbereich und hierarchische Struktur im Unternehmen, Anzahl der unterstellten Mitarbeiter, Art der Qualifikation bzw. Weiterbildung oder Studium, zeitliche Dauer der Berufserfahrung etc.).